# Venevisión
Venevisión (Corporación Venezolana de Televisión) é uma rede de televisão aberta venezuelana pertencente ao Grupo Cisneros. Foi fundada em 1961 por Diego Cisneros.
Seus principais concorrentes são RCTV (encerrada em 2007), Televen e Venezolana de Televisión.
A Venevisión é uma das maiores produtoras de telenovelas, junto com Televisa, Telemundo e TV Globo.

## História
Em 4 de maio de 1953, é criada a Televisión Independiente S.A. (Televisa), a primeira emissora de televisão aberta da Venezuela a pertencer a um grupo privado, mas os problemas financeiros fizeram com que a emissora declarasse falência. Foi quando o presidente do país, Rómulo Betancourt propôs ao empresário Diego Cisneros que adquirisse a estação, o que ocorre em 1960.
Sete meses depois, em 27 de fevereiro de 1961, a Venevision inicia suas operações com um capital de 5,5 milhões de bolívares e 150 empregados entre artistas, administradores e pessoal técnico. Para a sua inauguração, um grande show foi realizado em um dos estacionamentos de sua sede. O evento contou com a participação de milhares de pessoas e convidados internacionais, como a atriz hollywoodiana Joan Crawford.
Nessa época, a Venevision se dividia entre Diego Cisneros (presidente), Alfredo Torres (chefe de transmissão), Héctor Beltrán (diretor de produção) e Orlando Cuervas (gerente geral) e suas transmissões aconteciam entre as 18h e se seguiam até as 23h15. Sem o recurso do videoteipe, as atrações eram transmitidas ao vivo, com exceção dos telejornais que se utilizavam de película.
Um ano depois em franca expansão pelo país, firma um acordo com a rede de televisão estadunidense ABC que fornece apoio técnico (que permitiu a implementação do videoteipe) e direitos de transmissão de programas. Captando cerca de 800 mil bolívares em publicidade, a Venevision coloca no ar La Cruz del Diablo, sua primeira telenovela e a Venemarathon, uma maratona de 24 horas de duração que coletava brinquedos para crianças necessitadas. Com apenas quatro anos de operação, 18 dos 20 programas de maior audiência da Venezuela eram da Venevisión. Isso estimulou para que o canal começasse a exportar suas produções, a primeira delas sendo a novela Esmeralda.
Em 29 de janeiro de 1972, vai ao ar pela primeira vez o programa Sábado Sensacional, que permanece no ar até hoje. A década de 1970 fica marcada como um período em que se transmitiu os tradicionais concursos de Miss Venezuela e a cobertura da Copa do Mundo, além da instalação de uma nova torre de transmissão com 100 metros de altura que permitiu que o sinal fosse captado nas cidades de Petare, Caricuao e Guarenas com melhor qualidade e os testes para veiculação em cores. Já em 1978, o Ministério de Transporte e Comunicações multou a emissora em 4 mil bolivares em duas ocasiões diferentes na mesma semana relacionada a transmissão a cores. A policromia só chegou, de fato em 8 de dezembro de 1979, mais especificamente, na cobertura do Festival da Canção Iberoamericana.
Em 1981, a Organização Cisneros passa a ser a acionista majoritária do Miss Venezuela. Cinco anos mais tarde, iniciam-se suas transmissões via satélite, sendo a primeira rede de televisão da Venezuela a expandir seu sinal para todo o continente americano. Em 1989, cria-se a Venevision Internacional, a distribuidora de conteúdos da emissora para toda a América Latina e Estados Unidos e em novembro, o canal fica fora do ar por 24 horas (o que ocorreu com a RCTV e a Televen) por violar a resolução 1.029, que proibia difusão em rádio e TV de propagandas que estimulassem consumo de bebidas e cigarros.
A Venevisión também assume um papel histórico no dia 4 de fevereiro de 1992, quando o então presidente Carlos Andrés Perez faz um anúncio direto dos estúdios depois de uma tentativa de golpe de estado a sua gestão. Em 22 de março daquele mesmo ano, a Venevisión anuncia que transmitirá 24 horas de programação todas as sextas, sábados e domingos, algo que se estende por todos os outros dias da grade dois anos depois. Em 1995, torna-se a primeira emissora da América do Sul a contar com closed caption e SAP na sua programação. Na década de 1990, destacam-se a transmissão da Liga Venezuelana de Beisebol Profissional e das Olimpíadas de Atlanta (até então, as únicas olimpíadas a serem transmitidas pelo canal).
Com a renovação de concessão, em 2007, a Venevision transmite a Copa América e o concurso de Miss Venezuela em alta definição. A primeira novela com a novela a ser captada com a nova tecnologia foi Los Secretos de Lucía, mas como essa foi emitida pelo Venevision Plus, Amor Secreto é considerada a primeira novela a ser transmitida na Venevisión nesse formato.

## Programação
A Venevisión transmite 8.760 horas de programação anuais. A maioria dos espaços transmitidas é formado pelos programas no canal e os produtores nacionais independentes, conforme estabeleceu a lei de Responsabilidade Social em rádio e televisão, incluindo: novelas, série, televisão, Humor, infantil, esportivos, culturais, musicais, participativas, variedades e mostra diferente, especial, entre outros. Também digno de nota nesta programação de notícias e opinião.
O resto da programação é estruturada com produções estrangeiras que incluem novelas, filmes, programação infantil e série bem como também programas participativos, mostra e especial.

#### Programação original em exibição
| País      | Título do programa       | Gênero                 |
| --------- | ------------------------ | ---------------------- |
| Venezuela | Noticias Venevisión      | Telejornalismo         |
| Venezuela | Entrevista Especial      | Telejornalismo         |
| Venezuela | Amor Secreto             | Telenovela             |
| Venezuela | Noche de comedia         | Humor                  |
| Venezuela | Abrindo Puertas          | Telejornalismo         |
| Venezuela | Atómico                  | Infantil               |
| Venezuela | Portadas Al Día          | Variedades             |
| Venezuela | Cartas del Corazon       | Estilo de vida         |
| Venezuela | Súper Sábado Sensacional | Programa de variedades |
| Venezuela | Alerta Salud             | Estilo de vida         |
| Venezuela | Sexo al desnudo          | Estilo de vida         |
| Venezuela | La Magia de Ser Miss     | Reality Show           |

## Slogans
Esta é uma lista parcial dos slogans usados pela Venevision em toda sua história, o canal sempre habitual para mudar sua imagem gráfica quando você mudar o slogan.
- 1961-1965: "¡Es bueno, vale!"
- 1966: "En información, acción y emoción, el 66 es de Venevisión"
- 1967-1969: "En información, acción y emoción, la V es de Venevisión."
- 1970-1980: "Primer circuito nacional."
- 1980: "En la era del color"
- 1981: "Televisión con clase"
- 1988: "Lo mejor está aquí, en Venevisión"
- 1989: "La verdad se V en pantalla"
- 1990: "La televisión de los 90"
- 1991: "Siempre lo mejor con Todo"
- 1992: "La verdad que se V"
- 1993: "Televisión total"
- 1993: "Venevisión el canal"
- 1994: "Cerca de ti"
- 1995: "Toda Venezuela Ve... Venevisión." / "Como el 4 no hay 2"
- 1996: "Siempre Arriba"
- 1997: "Porque en el 97 Venevisión es mucho más"
- 1998: "Junto a ti"/ "El canal del Mundial" /"Mejor imposible"
- 1999: "Siente Venevisión"
- 2000: "Vibra"
- 2001-2004: "Vive en Ti"
- 2005: "Es tu vida, Venevisión Vive en Ti"
- 2006: "Vivamos juntos"
- 2007: "Somos Venevisión"
- 2008: "Somos Venevisión, puro entretenimiento"
- 2009: "Somos lo que te gusta, puro entretenimiento"
- 2010 - 2014: "Como tú"
- 2011 - presente: "Somos Lo Que Queremos" (Campanha social)
- 2015 - 2018: "Mucho más que ver"
- 2018 - presente: "¡Tú emoción!"

## Sinais internacionais
Venevision lança seu primeiro sinal internacional de 28 de agosto de 2000, com o nome de Venevision Continental, por 8 anos manteve-se um canal de entretenimento bem sucedida latino.
Em julho de 2008, o canal decidiu relançado com um novo nome, especializando-se no gênero latino atual, com o nome de Novelisima, ao mesmo tempo mantendo sua programação velha mas apenas eliminar conceitos de opinião, esportes, política, mantendo as coisas de entretenimento, novelas e programas de comédia. Novelisima estava disponível na América Latina e Europa, exceto Venezuela, República Dominicana e Colômbia, como tiveram com sua alimentação local são Venevisión+Plus desde 2007, Venevision Plus Dominicana de 2010 e VmasTV a partir de 2012 respectivamente.
Em julho de 2012 sinais Novelisima e Venevision Plus Dominicana mesclados em um novo canal chamado Ve Plus TV em toda a América Latina e Espanha, que, juntamente com Venevisión+Plus na Venezuela, VmasTV na Colômbia e a produtora Venevision International nos Estados Unidos, se compõem de sinais Venevision International.
A cadeia de Venevision atualmente tem três sinais internacionais onde transmitiu suas produções, produziram principalmente na Venezuela e Miami - Estados Unidos:
- Ve Plus TV: América Latina e  Espanha
- Venevisión+Plus:  Venezuela
- VmasTV:  Colômbia